# Eva Berger (Triathletin)
Eva Berger (* 21. Mai 1995 in Trieben) ist eine österreichische Triathletin und amtierende österreichische Staatsmeisterin auf der Triathlon-Langdistanz (2024).

## Werdegang
Im September 2021 wurde Eva Berger beim Ironman Austria (3,8 km Schwimmen, 180 km Radfahren und 42,195 km Laufen) hinter Gabriele Obmann Vize-Staatsmeisterin auf der Triathlon-Langdistanz.
2022 machte die Athletin eine Mutterschaftspause.
Im August 2024 wurde die 29-Jährige in Podersdorf als Siegerin beim Austria-Triathlon Staatsmeisterin auf der Triathlon-Langdistanz.

## Sportliche Erfolge
| Datum/Jahr    | Rang | Wettbewerb                                       | Austragungsort | Zeit     | Bemerkung                                                      |
| ------------- | ---- | ------------------------------------------------ | -------------- | -------- | -------------------------------------------------------------- |
| 15. Aug. 2021 | 1    | Ironman 70.3 Graz                                | Graz           | 04:23:38 | Siegerin bei der Erstaustragung                                |
| 20. Juni 2014 | 11   | ETU Sprint Triathlon European Championship 16–19 | Kitzbühel      | 01:32:53 | 16-19 Female AG Sprint; hinter der Österreicherin Hannah Moser |

| Datum/Jahr    | Rang | Wettbewerb                                     | Austragungsort | Zeit     | Bemerkung |
| ------------- | ---- | ---------------------------------------------- | -------------- | -------- | --- |
| 31. Aug. 2024 | 1    | ÖTRV Staatsmeisterschaft Triathlon Langdistanz | Podersdorf     | 09:15:59 | Staatsmeisterin Langdistanz beim Austria-Triathlon                                                                                 |
| 17. Juni 2024 | 3    | Ironman Austria                                | Klagenfurt     | 09:29:04 | als beste Österreicherin |
| 19. Sep. 2021 | 2    | ÖTRV Staatsmeisterschaft Triathlon Langdistanz | Klagenfurt     | 09:35:04 | Vize-Staatsmeisterin Langdistanz beim Ironman Austria, hinter Gabriele Obmann                                                      |
| 12. Okt. 2019 |      | Ironman Hawaii                                 | Hawaii         | 10:57:55 | Vize-Weltmeisterin Altersklasse AK18-24                                                                                            |
| 7. Juli 2019  | 17   | ÖTRV Staatsmeisterschaft Triathlon Langdistanz | Klagenfurt     | 10:22:18 | Langdistanz-Debüt, im Ironman Austria hinter Bianca Steurer; erster Rang AK18–24; qualifiziert für die Ironman World Championships |

| Datum/Jahr | Rang | Wettbewerb        | Austragungsort | Zeit     | Bemerkung |
| ---------- | ---- | ----------------- | -------------- | -------- | --------- |
| 2019       |      | Halbmarathon Graz | Graz           | 01:29:58 |           |

(DNF – Did Not Finish)